# Parafia św. Mikołaja w Potoku Wielkim
Parafia św. Mikołaja w Potoku Wielkim – parafia rzymskokatolicka znajdująca się w diecezji sandomierskiej w dekanacie Modliborzyce.

## Historia

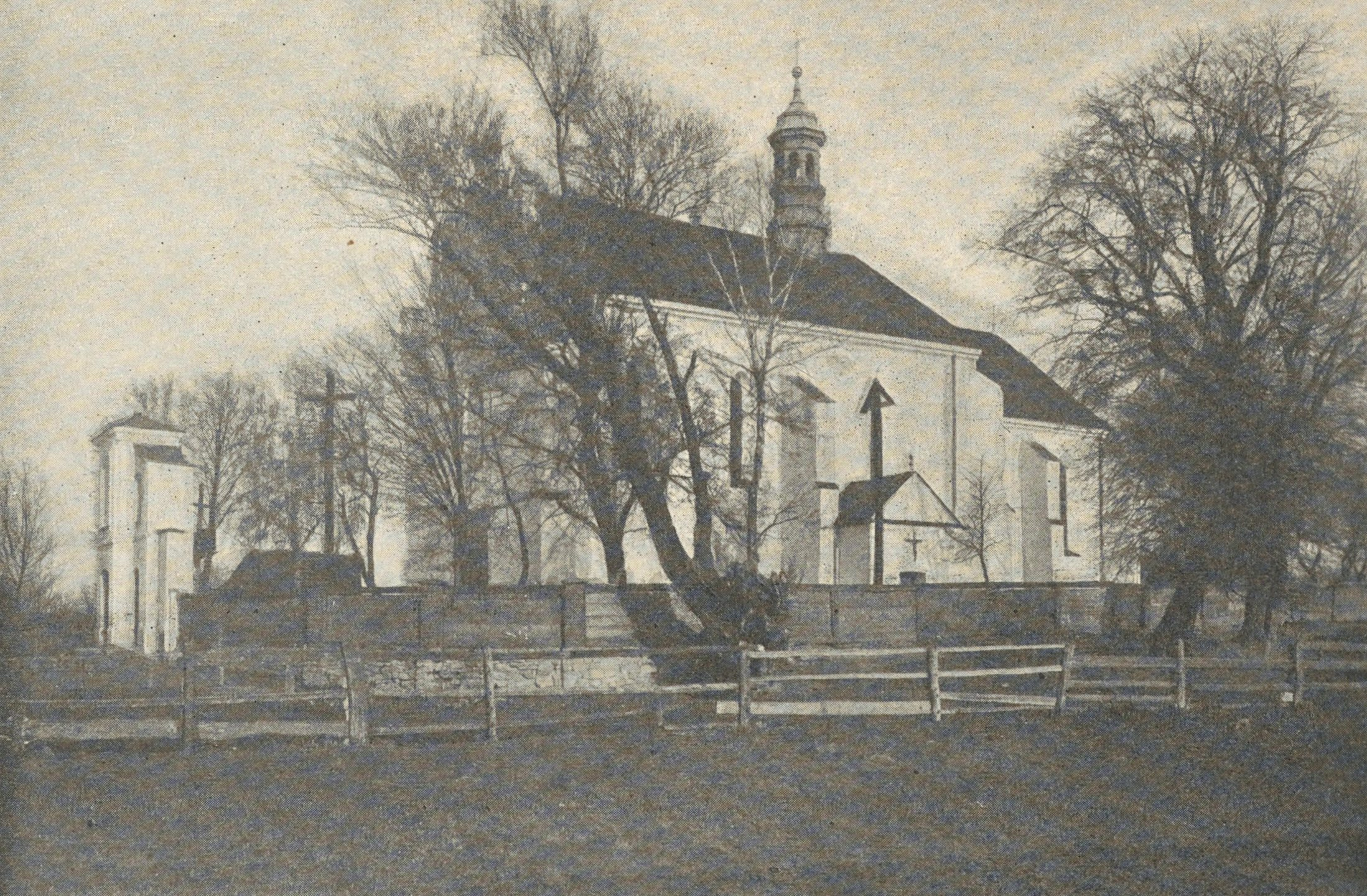
Widok kościoła około 1918

Pierwsza wzmianka o istnieniu parafii pochodzi z 1326 roku. Obecny kościół murowany powstał z przebudowania miejscowego zamku warownego przed 1434 rokiem. W 1881 roku kościół uległ zniszczeniu podczas pożaru, ale po 25 latach został odbudowany
Do parafii przynależą: Dąbrowa, Felinów, Kolonia Potok, Kolonia Radwanówka, Stojeszyn-Kolonia, Potoczek, Potok Wielki, Radwanówka, Stawki, Wola Potocka, Zarajec.
Proboszczowie parafii
1595. ks. Stanisław Koniecki.
1595–1611. ks. Albert Chamiec.
1611–1613. ks. Bartłomiej Szołomoński.
1631–1658. ks. Sebastian Rokoszycki.
1659–1678. ks. Mikołaj Sługocki.
1678–1698. ks. Benedykt Rejczyński.
1698–1708. ks. Jan Trzciński.
1708–1746. ks. Łukasz Złowacki.
1746–1778. ks. Antoni Kulwicki.
1778–1791. ks. Tomasz Jełowiecki.
1791–1797. ks. Józef Kiliański.
1797–1813. ks. Seweryn Wedykowski.
1813–1849. ks. Marcin Miękiński.
1849–1878. ks. Filip Skurzyński.
1878–1891. ks. Leon Rządkowski.
1891–1893. ks. Roman Szwidźiński.
1893–1909. ks. Paweł Wronka.
1909–1913. ks. Wojciech Jachnikowski.
1913–1934. ks. Mikołaj Bobolewski.
1932–1934. ks. Lucjan Gajewski.
1934–1947. ks. Włodzimierz Grzędziński.
1947–1949. ks. Józef Baranowski.
1949–1954. ks. Władysław Goliński.
1954–1967. ks. płk. Piotr Mazurek.
1967–1987. ks. kan. Bolesław Mazurek.
1987–1996. ks. kan. Jan Matysek.
1996–2018. ks. kan. Stanisław Piasecki.
2018– nadal ks. Artur Dyjak.